# Milford, Ohio
Milford är en ort i Clermont County, och Hamilton County, i Ohio. Vid 2010 års folkräkning hade Milford 6 709 invånare.